# Pat Manson
Pat Manson (ur. 29 listopada 1967 w West Point w stanie Nowy Jork) – amerykański lekkoatleta, specjalizujący się w skoku o tyczce.
Jest najbardziej znany z trzykrotnego zwycięstwa w igrzyskach panamerykańskich: w Hawanie (1991), Mar del Plata (1995) oraz w Winnipeg (1999). 
Dwukrotnie startował w mistrzostwach świata. W Atenach (1997) zajął 6. miejsce w finale, a w Sewilli (1999) nie zakwalifikował się do finału.
W 1986 zdobył srebrny medal w mistrzostwach panamerykańskich juniorów. Brązowy medalista igrzysk Dobrej Woli (1998).
Manson był halowym mistrzem USA w 1996. W 1993 był trzeci w mistrzostwach Wielkiej Brytanii (AAA Championships).
Jego rekord życiowy w skoku o tyczce wynosi 5,85 (15 września 1994, Tokio i 13 września 1997, Fukuoka).